# Christian Reichardt (Chemiker)

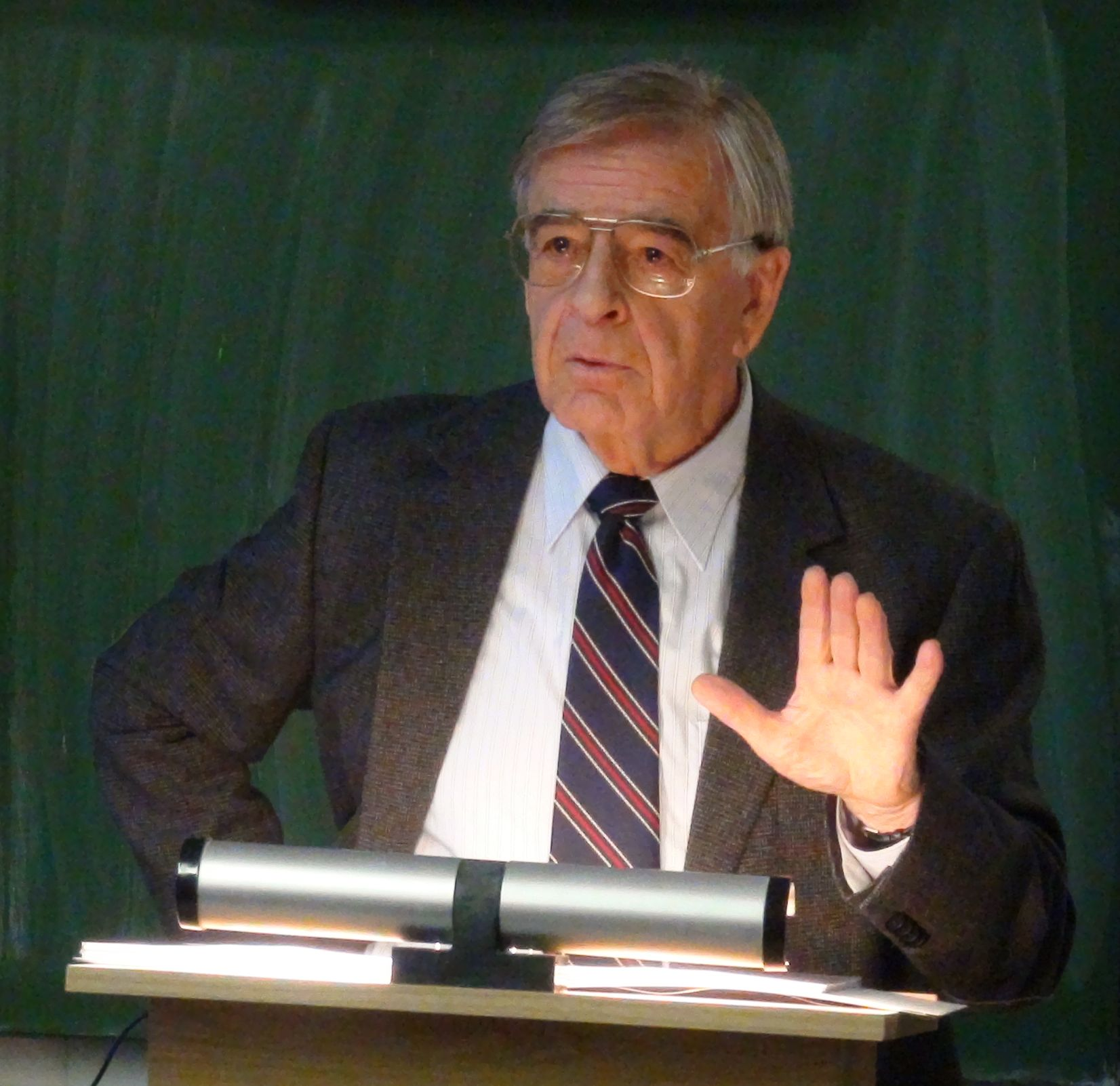
Christian Reichardt (Vortrag im alten Chemischen Institut, November 2011)

Christian Reichardt (* 16. November 1934 in Ebersbach-Neugersdorf/Sachsen) ist ein deutscher Chemiker und pensionierter Professor für organische Chemie an der Philipps-Universität Marburg.

## Leben
Nach dem Besuch der Volksschule in Neugersdorf (1941–1949) und der Oberschule in Zittau/Sachsen (1949–1953) war er zunächst von 1953 bis 1954 Lehrassistent für Chemie an der Fachschule für Energie (Fachrichtung Elektrizitäts-Erzeugung und -Verteilung) in Zittau/Sachsen. Im Anschluss studierte er an der Technischen Hochschule für Chemie in Leuna-Merseburg. Nach der Flucht aus der DDR in die BRD im Jahre 1955 setzte er sein Chemiestudium an der Philipps-Universität Marburg fort, an der er 1962 promoviert wurde (Mentor: Karl Dimroth). Nach Habilitation für das Fach Organische Chemie im Jahr 1967 war er zunächst Oberassistent und Privatdozent dort. 1969–1971 nahm er einen Lehrauftrag für Spezielle Organische Chemie an der Justus-Liebig-Universität in Gießen wahr. Von 1971 bis 1999 war er Professor für Organische Chemie (H3/C3) am Chemischen Institut  der Philipps-Universität Marburg.  Er hatte Gastprofessuren an den Universitäten Barcelona (1988), Bratislava (1998) und Oita/Japan (2000) inne.
Reichardt ist Autor und Koautor von mehr als 200 Veröffentlichungen und Patenten sowie von zwei Büchern über Lösungsmitteleffekte.
Seine Arbeitsgebiete umfassen die synthetische organische Chemie (insbesondere die Chemie der substituierten Malonaldehyde; der Polymethinfarbstoffe und der Pyridinium-N-phenolat-Betainfarbstoffe  → Reichardt-Farbstoff) und die physikalisch-organische Chemie (Solvatochromie organischer Farbstoffe, Lösungsmitteleinfluss auf chemische Reaktionen und empirische Parameter der Lösungsmittelpolarität  →  ET(30)- und ETN-Werte).
Seit Oktober 1999 befindet sich Reichardt im Ruhestand und befasst sich nun vor allem mit der geschichtlichen Entwicklung des Fachs Chemie an der Universität Marburg von 1609 bis zur Gegenwart, veröffentlicht in Bilddokumentationen und Broschüren.

## Ehrungen und Auszeichnungen
- 1989: Literaturpreis des Fonds der Chemischen Industrie für die Monografie Solvents and Solvent Effects in Organic Chemistry
- 2000: Marie-Skłodowska-Curie-Medaille der Polnischen Chemischen Gesellschaft
- 2007: Ehrendoktorwürde der Nationalen Wassyl-Karasin-Universität in Kharkiv (Ukraine)

## Publikationen
- C. Reichardt, Solvents and Solvent Effects in Organic Chemistry. Wiley-VCH Verlag, Weinheim, 1979 (1. Auflage), 1988 (2. Auflage), 2003 (3. Auflage), Aktuell: Christian Reichardt, Thomas Welton: Solvents and Solvent Effects in Organic Chemistry. 4. Auflage. Wiley-VCH, Weinheim 2010, ISBN 978-3-527-32473-6, S. 692. Chinesische und russische Übersetzung.
- C. Reichardt, Lösungsmitteleffekte in der organischen Chemie. Verlag Chemie, Weinheim, 1969 (1. Auflage), 1973 (2. Auflage). Französische und russische Übersetzung.
- R. Pandian, H. Burda, I. Alfurayj, C. Reichardt, C. Burda, 60 Years of Betaine 30 – From Solvatochromic Discovery to Future Frontiers. Journal of Physical Chemistry B, 2024, 128, 6990–7001.
- C. Reichardt, Solvation Effects in Organic Chemistry: A Short Historical Overview. Journal of Organic Chemistry 2022, 87, 1616–1629.
- V. G. Machado, R. I. Stock, C. Reichardt, Pyridinium-N-Phenolate Betaine Dyes. Chemical Reviews 2014, 114, 10429–10475.
- C. Reichardt, Chiral Polymethine Dyes. Journal of Physical Organic Chemistry, 1995, 8, 761–773.
- C. Reichardt, Solvatochromic Dyes as Solvent Polarity Indicators. Chemical Reviews 1994, 94, 2319–2358.
- C. Reichardt (mit M. Marsch und D. Schulz): Kurze Übersicht über die Entwicklung des Fachs Chemie an der Universität Marburg von 1609 bis zur Gegenwart. Hrsg.: Dekanat des Fachbereichs Chemie der Philipps-Universität Marburg, Hans-Meerwein-Straße 4, 35043 Marburg. 9. erg. Auflage. 2024 (uni-marburg.de [PDF]).